# San Juan del Estaño
San Juan del Estaño är en ort i Mexiko.   Den ligger i kommunen Dolores Hidalgo och delstaten Guanajuato, i den centrala delen av landet, 260 km nordväst om huvudstaden Mexico City. San Juan del Estaño ligger 2 147 meter över havet och antalet invånare är 144.
Terrängen runt San Juan del Estaño är kuperad åt sydväst, men åt nordost är den platt. Runt San Juan del Estaño är det ganska tätbefolkat, med 239 invånare per kvadratkilometer. Närmaste större samhälle är Guanajuato, 19,6 km nordväst om San Juan del Estaño. I omgivningarna runt San Juan del Estaño växer huvudsakligen savannskog.